# Eothea korschefsky
Eothea korschefsky is een keversoort uit de familie lieveheersbeestjes (Coccinellidae). De wetenschappelijke naam van de soort is voor het eerst geldig gepubliceerd in 1941 door Mader.